# Roderick K. Clayton
Roderick Keener „Rod“ Clayton (* 29. März 1922 in Tallinn, Estland; † 23. Oktober 2011) war ein US-amerikanischer Botaniker und Biophysiker an der Cornell University.

## Leben und Wirken
Roderick Clayton wurde in Tallinn, Estland, geboren. Er war Sohn eines US-amerikanischen Journalisten und einer estnischen Mitarbeiterin der amerikanischen Botschaft. Er wuchs bis zum sechsten Lebensjahr in verschiedenen europäischen Ländern auf, dann in Chicago, Illinois, und später in Pasadena, Kalifornien. Er studierte Chemie am California Institute of Technology, unterbrochen vom Zweiten Weltkrieg, in dem er als Bomberpilot diente. Nach Studienabschlüssen in Chemie und Physik erwarb Clayton 1951 bei dem späteren Nobelpreisträger Max Delbrück mit der Arbeit Studies in the phototaxis of rhodospirillum rubrum einen Ph.D. in Biophysik. Als Postdoktorand arbeitete er bei Cornelis Bernardus van Niel an der Hopkins Marine Station der Stanford University, an der Naval Postgraduate School in Monterey, Kalifornien, und bei Donald Devereux Woods an der University of Oxford.
Ab 1958 hatte Clayton eine Forschungsstelle bei Alexander Hollaender am Oak Ridge National Laboratory. 1961 wechselte Clayton an die Medizinische Fakultät des Dartmouth College und 1962 an das Charles F. Kettering Research Laboratory in Yellow Springs, Ohio. Ab 1966 hatte Clayton je eine Professur in Biowissenschaften und Angewandter Physik an der Cornell University inne.
1984 wurde Clayton wegen erheblicher Alkohol- und Drogenprobleme frühzeitig emeritiert und befasste sich in der Folge mit Fotografie, Zeichnen und Töpfern, dem Sammeln von Schmetterlingen und dem Training von Hunden.
Er ist für seine Beiträge zum Verständnis der Photosynthese bekannt, insbesondere für seine Rolle bei der Entwicklung des Konzepts von bakteriellen photosynthetischen Reaktionszentren, ihrer Isolierung, Charakterisierung, Spektroskopie und Strukturaufklärung. Weitere wichtige Arbeiten befassten sich mit der Beziehung von Photosynthese und Phototaxis.
Die Datenbank Scopus hat zwei Autorenprofile, die Roderick Clayton zugeordnet werden können, mit einem h-Index von 26 beziehungsweise 21 (jeweils Stand August 2022).
Roderick Clayton war seit 1944 mit Betty Jean Compton († 1981) verheiratet. Das Paar hatte einen Sohn und eine Tochter.

## Auszeichnungen (Auswahl)
- 1965 Fellow der American Association for the Advancement of Science
- 1971 Mitglied der American Academy of Arts and Sciences[2][5]
- 1973 Guggenheim-Stipendium[6]
- 1977 Mitglied der National Academy of Sciences[7]
- 1980 Guggenheim-Stipendium[6]
- 1982 Biological Physics Prize (heute: Max Delbruck Prize) der American Physical Society[1]